# ناحية مركز القامشلي
ناحية مركز القامشلي إحدى نواحي سوريا تتبع إداريّاً لمحافظة الحسكة منطقة القامشلي ومركزها مدينة القامشلي، بلغ تعداد سكان الناحية 232,095 نسمة حسب التعداد السكاني لعام 2004.

## مدن وبلدات وقرى ناحية مركز القامشلي

### أ
- أبو جلال
- أبو رأسين
- أبو ذويل
- القصير
- الثورة
- الأعور
- أم جفار فوقاني كبير
- الحارة
- الحاتمية
- الكرك
- الكيطة
- النجم
- القامشلي
- الرشوانية
- الرجم
- الركابية
- الشرك
- التفاحية
- أم الفرسان
- الأربعين فوقاني
- البجارية
- البلقاء
- الخزنة
- الخليل
- العين
- المها
- الهرم
- أم جفار تحتاني صغير
- أم حجرة

### ب
- باوع كبير
- بركو فوقاني
- بسمان
- بوير
- بوير البوعاصي

### ت
- تل عيد
- تل الذهب
- تل الثوم
- تل التبن
- تل فارس
- تل كيف
- تل عودة
- تل شعير
- تل طير
- تل سطيح غربي
- تخت الشماسية

### ج
- جدوع
- جرمز
- جوخة
- جمعاية

### ح
- حامو
- حسن
- حوفة

### خ
- خربة عمو
- خربة عنتر
- خربة ضاهر
- خربة القاضي
- خربة خالد
- خربة تمو
- خويتلة حوران
- خميلة

### د
- دلاوية كبيرة
- دمخية كبيرة
- دلالي
- دودان
- دلال

### ذ
- ذبيان

### ر
- رزازة
- رحية

### س
- سويدية كبيرة
- سويدية صغيرة

### ص
- صافية
- صالحية

### ش
- شماسية

### ط
- طرطب

### ع
- عاكولة
- عامر
- عنز
- عوينة

### غ
- غيبي
- غباط

### ق
- قطنا

### ك
- كفيا

### م
- مدينة رشو
- مشيرفة
- مشرفة
- مريوزة
- ملوك سراي

### ن
- نافر كبيرة
- نعمة.[2]
- نقارة

### هـ
- هنادي
- هرم حسن
- هرم شيخو
- هياهي

### و
- وطوطية